# Čretvež
Čretvež este o localitate din comuna Zreče, Slovenia, cu o populație de 39 de locuitori.